# 15 Vulpeculae
15 Vulpeculae, som är stjärnans Flamsteed-beteckning, är en ensam stjärna belägen i den norra delen av stjärnbilden, Räven som också har variabelbeteckningen NT Vulpeculae. Den har en minsta skenbar magnitud på ca 4,66 och är svagt synlig för blotta ögat där ljusföroreningar ej förekommer. Baserat på parallaxmätning inom Hipparcosuppdraget på ca 13,8 mas, beräknas den befinna sig på ett avstånd på ca 236 ljusår (ca 72 parsek) från solen. Den rör sig närmare solen med en heliocentrisk radialhastighet av ca -26 km/s.

## Egenskaper
15 Vulpeculae är en vit jättestjärna av spektralklass A4 IIIm. Dock fann Gray & Garrison (1989) en spektralklass av kA5hA7mA7 (IV-V), som anger en blandning av underjätte och huvudseriestjärna med K-linje (kA5) för en A5-stjärna och absorptionslinjer för väte (hA7 ) och metall (mA7) för en A7-stjärna. Den har en radie som är ca 4,2 solradier och utsänder ca 60 gånger mera energi än solen från dess fotosfär vid en effektiv temperatur på ca 8 100 K.
15 Vulpeculae är en roterande variabel av Alfa2 Canum Venaticorum-typ (ACV), som varierar mellan visuell magnitud +4,62 och 4,67 med en period av 14 dygn.